# Жълтокачулат кълвач
Жълтокачулат кълвач (Celeus flavescens) е вид птица от семейство Picidae.

## Разпространение
Видът е разпространен в Аржентина, Бразилия и Парагвай.